# 존 글러버
존 글러버(John Glover, 1944년 8월 7일 ~ )는 미국의 배우다.

## 출연 작품
- 샤잠! (Shazam!)
- 스몰빌 (Smallville, 한국어 성우: 신성호)
- 스크루지 (Scrooged) - 브라이스 커밍스 역
- 초콜릿 전쟁 (Chocolate War)
- 데이비드 (David)
- 로보캅 2 (Robocop 2) - 매그나볼트 세일즈맨 역
- 그렘린 2 - 뉴욕 대소동 (Gremlins 2: The New Batch, 한국어 성우: 장정진) - 다니엘 클램프 역
- 엘 디아블로 (El Diablo)
- 제인의 말로 (What Ever Happened to Baby Jane?)
- 페이백 (Payback)
- 배트맨 (Batman: The Animated Series)
- 스타 트렉: 딥 스페이스 나인 (Star Trek: Deep Space Nine)
- 러브 밸로어 컴패션 (Love! Valour! Compassion!)
- 백야 (White Nights, 한국어 성우: 남궁윤)
- 리얼리티 (reality)